# Альдана (Колумбия)
Альдана (исп. Aldana) — город и муниципалитет на юго-западе Колумбии, на территории департамента Нариньо. Входит в состав провинции Обандо.

## История
Поселение, из которого позднее вырос город, было основано в 1728 году. Муниципалитет Альдана был выделен в отдельную административную единицу в 1911 году.

## Географическое положение

Муниципалитет Альдана

Город расположен в юго-восточной части департамента, в горной местности Центральной Кордильеры, на расстоянии приблизительно 55 километров к юго-западу от города Пасто, административного центра департамента. Абсолютная высота — 3015 метров над уровнем моря.
Муниципалитет Альдана граничит на севере и западе с территорией муниципалитета Гуачукаль, на юго-западе и юге — с муниципалитетом Куаспуд, на юго-востоке — с муниципалитетом Ипьялес, на востоке — с муниципалитетом Пупьялес. Площадь муниципалитета составляет 52 км².

## Население
По данным Национального административного департамента статистики Колумбии, совокупная численность населения города и муниципалитета в 2015 году составляла 6085 человек.
Динамика численности населения муниципалитета по годам:
| 2005 | 2006 | 2007 | 2008 | 2009 | 2010 | 2011 | 2012 | 2013 | 2014 | 2015 |
| ---- | ---- | ---- | ---- | ---- | ---- | ---- | ---- | ---- | ---- | ---- |
| 6850 | 6779 | 6700 | 6623 | 6548 | 6467 | 6397 | 6320 | 6236 | 6163 | 6085 |

Согласно данным переписи 2005 года мужчины составляли 48,2 % от населения Альданы, женщины — соответственно 51,8 %. В расовом отношении индейцы составляли 71,3 % от населения города; белые и метисы — 27,7 %; негры, мулаты и райсальцы — 1 %.
Уровень грамотности среди всего населения составлял 92,2 %.

## Экономика
Основу экономики Альданы составляет сельское хозяйство.
63,3 % от общего числа городских и муниципальных предприятий составляют предприятия торговой сферы, 27,5 % — предприятия сферы обслуживания, 9,2 % — промышленные предприятия.

## Транспорт
Через город проходит национальное шоссе № 08 (исп. Ruta Nacional 08).